# Bataillon de marche no 5
Pour les articles homonymes, voir BM5.
Ne doit pas être confondu avec Bataillon de marche antillais no 5.
Le bataillon de marche no 5 (BM 5) est une unité des forces françaises libres, formée d'indigènes et de Français camerounais. Créé en 1941, le BM 5 combat pendant la Seconde Guerre mondiale en Afrique du Nord, en Italie et en France jusqu'en 1945.

## Historique
Le bataillon est créé début 1941, sous le nom de 3e bataillon du régiment de tirailleurs du Cameroun. Il s'entraîne à Yaoundé à partir de mai 1941. Il rejoint début 1942 la Syrie, conquise par les FFL. Il prend alors la désignation bataillon de marche no 5.
À partir de juillet 1942, le bataillon fait partie de la 2e brigade française libre (2e BFL) et prend position en Égypte pour couvrir les arrières de la 8e armée britannique. Le BM 5 est avancé en soutien sur la crête d'El Halfa pendant la seconde bataille d'El Alamein, rattaché à la 50e division britannique, et est engagé pour « nettoyer » le terrain derrière les premières lignes. 
Avec la 2e BFL de la 1re division française libre, le BM 5 est ensuite engagé en Tunisie, en Italie, en Provence, en Alsace et finalement dans les Alpes. Le 15 mai 1945, le BM 5 devient le 2e bataillon du 2e régiment d'infanterie coloniale, créé à partir de la 2e BFL.
Le bataillon est deux fois cité à l'ordre de l'armée. Le 2e régiment d'infanterie coloniale a été fait compagnon de la Libération en septembre 1945 au nom des unités de la 2e BFL.

## Personnalités ayant servi au bataillon
Le BM 5 a compté trente compagnons de la Libération dont :
- Roger Gardet (1900-1989) ;
- Louis Le Bastard (1906-1945) ;
- Marcel Faure (1906-1999) ;
- Raymond Leroy (1908-1943) ;
- Henri Karcher (1908-1983) ;
- Noukoun Kone (1909-1988) ;
- Hippolyte Piozin (1913-1994) ;
- Pierre Hautefeuille (1916-1999) ;
- Jean Jestin (1920-1944) ;
- François Arzel (1921-1944) ;
- François Seité (1923-1944).